# 纳夫塔1903足球俱乐部
纳夫塔1903足球俱乐部，是斯洛文尼亚倫達瓦镇的一家足球俱乐部，参加该国顶级足球联赛斯洛文尼亞足球甲級聯賽的赛事。该俱乐部成立于2012年，作为因财政问题解散的倫達瓦石油足球俱樂部的后续俱乐部。